# Wiener Übereinkommen über das Recht der Verträge

Vertragsstaaten
(grün: ratifiziert; gelb: nur unterzeichnet; rot: Nicht-Beteiligte)

Das Wiener Übereinkommen über das Recht der Verträge (WÜRV) vom 23. Mai 1969 (auch: Wiener Vertragsrechtskonvention, kurz WVK, WVRK, VRK), englisch Vienna Convention on the Law of Treaties (VCLT), regelt den Abschluss, das Inkrafttreten, die Anwendung, die Auslegung, die Änderung sowie die Anfechtung und Beendigung von Verträgen zwischen Staaten.

## Zustandekommen
Zwei Resolutionen der UNO-Generalversammlung folgend, kam zweimal, 1968 und 1969, die United Nations Conference on the Law of Treaties in der neuen Wiener Hofburg zusammen, um über den Vertragstext zu beraten. In seiner endgültigen Fassung wurde dieser 1969 angenommen und zur Unterzeichnung freigegeben. Das Original des Abschlussdokuments lagert im Österreichischen Staatsarchiv (Abteilung Archiv der Republik). Der Vertrag trat am 27. Januar 1980 in Kraft, nachdem ihm Togo als 35. Vertragsstaat beigetreten war.

## Geltungsbereich und Vertragsparteien
Das Übereinkommen lag bis zum 30. November 1969 im Bundesministerium für auswärtige Angelegenheiten der Republik Österreich in Wien und danach bis zum 30. April 1970 am Sitz der Vereinten Nationen in New York zur Unterzeichnung auf. Die Urschrift ist im chinesischen, englischen, französischen, russischen und spanischen Wortlaut gleichermaßen verbindlich.
Das Abkommen gilt für alle Staaten, die es ratifiziert haben oder ihm beigetretenen sind. Mit Stand 8. Mai 2020 sind dies 116 Vertragsstaaten einschließlich des Heiligen Stuhls und Palästinas.
- In Afrika: Ägypten, Algerien, Burkina Faso, Demokratische Republik Kongo, Gabun, Guinea, Kamerun, Lesotho, Liberia, Libyen, Malawi, Mali, Marokko, Mauritius, Mosambik, Niger, Nigeria, Republik Kongo, Ruanda, Senegal, Sudan, Tansania, Togo, Tunesien, Zentralafrikanische Republik.
- In Amerika: Argentinien, Barbados, Brasilien, Chile, Costa Rica, Dominikanische Republik, Ecuador, Guatemala, Guyana, Haiti, Honduras, Jamaika, Kanada, Kolumbien, Kuba, Mexiko, Panama, Paraguay, Peru, Surinam, St. Vincent und die Grenadinen, Uruguay.
- In Asien: Armenien, Volksrepublik China, Georgien, Japan, Kasachstan, Kirgisistan, Kuwait, Laos, Malaysia, Malediven, Mongolei, Myanmar, Oman, Osttimor, Philippinen, Russland, Saudi-Arabien, Südkorea, Syrien, Tadschikistan, Turkmenistan, Usbekistan, Vietnam.
- In Europa: Albanien, Andorra, Belarus, Belgien, Bosnien und Herzegowina, Bulgarien, Dänemark, Deutschland, Estland, Finnland, Griechenland, Irland, Italien, Kroatien, Lettland, Liechtenstein, Litauen, Luxemburg, Malta, Nordmazedonien, Moldawien, Montenegro, Niederlande, Österreich, Polen, Portugal, Schweden, Schweiz, Serbien, Slowakei, Slowenien, Spanien, Tschechische Republik, Ungarn, Ukraine, Vereinigtes Königreich, Zypern.
- In Ozeanien: Australien, Kiribati, Nauru, Neuseeland, Salomonen.

Bedeutende Staaten wie die USA oder Frankreich sind bislang nicht beigetreten. Für Deutschland gilt das Übereinkommen seit dem 20. August 1987. Es gilt nur für Verträge, die von Staaten nach deren Beitritt geschlossen wurden. Da die Konvention in weiten Teilen jedoch nur bereits bestehendes Völkergewohnheitsrecht kodifiziert hat, können die meisten ihrer Bestimmungen auch auf Verträge angewandt werden, die abgeschlossen wurden, ohne dass die beteiligten Staaten ihr beigetreten waren.

## Rechtsnatur
Das WÜRV ist selbst ein völkerrechtlicher Vertrag, der als solcher keinen höheren Rang hat als die Verträge, für die seine Regelungen gelten sollen. Dementsprechend können die Vertragsparteien in zu schließenden Verträgen grundsätzlich von den Bestimmungen des WÜRV abweichen.

## Inhalt

### Inhaltsverzeichnis
- Teil I Einleitung (Art. 1–5)
- Teil II Abschluss und Inkrafttreten von Verträgen (Art. 6–25)
  - Abschnitt 1 Abschluss von Verträgen (Art. 6–18)
  - Abschnitt 2 Vorbehalte (Art. 19–23)
  - Abschnitt 3 Inkrafttreten und vorläufige Anwendung von Verträgen (Art. 24–25)
- Teil III Einhaltung, Anwendung und Auslegung von Verträgen (Art. 26–38)
  - Abschnitt 1 Einhaltung von Verträgen (Art. 26–27)
  - Abschnitt 2 Anwendung von Verträgen (Art. 28–30)
  - Abschnitt 3 Auslegung von Verträgen (Art. 31–33)
  - Abschnitt 4 Verträge und Drittstaaten (Art. 34–38)
- Teil IV Änderung und Modifikation von Verträgen (Art. 39–41)
- Teil V Ungültigkeit, Beendigung und Suspendierung von Verträgen (Art. 42–72)
  - Abschnitt 1 Allgemeine Bestimmungen (Art. 42–45)
  - Abschnitt 2 Ungültigkeit von Verträgen (Art. 46–53)
  - Abschnitt 3 Beendigung und Suspendierung von Verträgen (Art. 54–64)
  - Abschnitt 4 Verfahren (Art. 65–68)
  - Abschnitt 5 Folgen der Ungültigkeit, der Beendigung oder der Suspendierung eines Vertrags (Art. 69–72)
- Teil VI Verschiedene Bestimmungen (Art. 73–75)
- Teil VII Verwahrer, Notifikationen, Berichtigungen und Registrierung (Art. 76–80)
- Teil VIII Schlussbestimmungen (Art. 81–85)

Anhang

### Überblick
Ausgehend von der Charta der Vereinten Nationen, darunter das Verbot der Androhung oder Anwendung von Gewalt, dient das Abkommen nach seiner Präambel der friedlichen Zusammenarbeit, der Wahrung des Weltfriedens und der internationalen Sicherheit. Im Hinblick auf den völkerrechtlich allgemein anerkannten Grundsatz pacta sunt servanda sollen die internationalen Beziehungen durch Verträge geregelt und im Streitfall friedlich beilgelegt werden.
Die Teile I bis IV (Art. 1 bis 41 WVK) enthalten das formelle Vertragsrecht, die Teile V bis VII (Art. 42 bis 80 WVK) das materielle.
Zum formellen Vertragsrecht gehört das Recht über den Abschluss und das Inkrafttreten von zwischenstaatlichen Verträgen. Jeder Staat besitzt die Fähigkeit, Verträge zu schließen. Bevollmächtigte Vertreter können einen Staat gem. Artikel 7 WVK wirksam vertreten, außerdem Staatsoberhäupter, Regierungschefs und Außenminister kraft ihres Amtes. Die Zustimmung eines Staates, durch einen Vertrag gebunden zu sein, kann gem. Artikel 11 WVK durch Unterzeichnung, Austausch von Urkunden, die einen Vertrag bilden, Ratifikation, Annahme, Genehmigung, Beitritt oder auf eine andere vereinbarte Art ausgedrückt werden. Artikel 53 und 64 WVK bestimmen, dass Verträge, die im Widerspruch zu einer zwingenden Norm des universellen Völkerrechts (ius cogens) stehen, nichtig sind.
Bedeutend ist die Regelung in Artikel 18 WVK, wonach ein Staat, der seinen Beitritt zu einem Vertrag etwa durch dessen Unterzeichnung signalisiert, aber diesen noch nicht ratifiziert hat, verpflichtet ist, alles zu unterlassen, was Ziel und Zweck des Vertrages vereiteln würde (Frustrationsverbot).
Des Weiteren werden die Einhaltung, Anwendung und Auslegung von Verträgen geregelt. Dabei wird in Art. 26 WVK auch der allgemeine Rechtsgrundsatz pacta sunt servanda festgeschrieben. Ist ein Vertrag in Kraft, so bindet er die Vertragsparteien und ist von ihnen nach Treu und Glauben zu erfüllen. Die allgemeine Auslegungsregel in Art. 31 WVK entspricht weitgehend den allgemeinen Regeln, die auch im nationalen Recht gelten. Ein Vertrag ist nach Treu und Glauben in Übereinstimmung mit der gewöhnlichen, seinen Bestimmungen in ihrem Zusammenhang zukommenden Bedeutung und im Lichte seines Zieles und Zweckes auszulegen. Im Gegensatz zum nationalen Recht kann jedoch Völkervertragsrecht durch Gewohnheitsrecht überlagert und somit geändert werden.
Nach Art. 80 WVK werden Verträge nach ihrem Inkrafttreten dem UN-Sekretariat zur Registrierung beziehungsweise Aufnahme in die Akten (filing and recording) und zur Veröffentlichung in der Vertragssammlung der Vereinten Nationen übermittelt.

### Einzelne Bestimmungen

#### Vorbehalte
Die Vertragsparteien dürfen unter bestimmten Voraussetzungen einseitig erklären, „die Rechtswirkung einzelner Vertragsbestimmungen in der Anwendung auf diesen Staat auszuschließen oder zu ändern“ (Vorbehalt im Sinne des Art. 2 Abs. 1 lit. d WVK). Derartige Vorbehalte schränken zwar die Integrität des Vertrages ein, bringen aber die völkerrechtlichen Souveränitätsvorstellungen zum Ausdruck.
Nach Art. 19 WVK darf ein Vorbehalt nur dann eingebracht werden, wenn der Vertrag ihn nicht verbietet oder der Vertrag nicht vorsieht, „dass nur bestimmte Vorbehalte gemacht werden dürfen, zu denen der betreffende Vorbehalt nicht gehört“, oder nicht in sonstigen Fällen „der Vorbehalt mit Ziel und Zweck des Vertrags unvereinbar ist“.
Ein gegenüber einer anderen Vertragspartei angebrachter Vorbehalt „ändert für den den Vorbehalt anbringenden Staat im Verhältnis zu der anderen Vertragspartei die Vertragsbestimmungen, auf die sich der Vorbehalt bezieht, in dem darin vorgesehenen Ausmaß und ändert diese Bestimmungen für die andere Vertragspartei im Verhältnis zu dem den Vorbehalt anbringenden Staat in demselben Ausmaß“ (Art. 22 WVK).
Ein Vorbehalt kann ausdrücklich angenommen werden. Er gilt als stillschweigend angenommen, wenn kein Vertragsstaat dem Vorbehalt widerspricht (Art. 20 Abs. 5 WVK). Ein schlichter Einspruch bewirkt, dass die betreffenden Bestimmungen im Ausmaß des Vorbehalts keine Anwendung finden. Im Fall eines qualifizierten Einspruchs tritt der gesamte Vertrag nicht in Kraft, d. h. zwischen dem Vorbehalts- und dem widersprechenden Staat entsteht keine Vertragsbeziehung.

#### Streitbeilegung
Zum materiellen Vertragsrecht gehören die Bestimmungen über die Beilegung von Streitigkeiten (Art. 65, 66 WVK).
Macht eine Vertragspartei einen Mangel in ihrer Zustimmung, durch einen Vertrag gebunden zu sein, oder einen Grund zur Anfechtung der Gültigkeit eines Vertrags, zu seiner Beendigung, zum Rücktritt vom Vertrag oder zu seiner Suspendierung geltend, so bemühen sich die Vertragsparteien gem. Art. 65 WVK zunächst um eine friedliche Lösung durch die in Art. 33 der Charta der Vereinten Nationen genannten Mittel (Verhandlung, Untersuchung, Vermittlung, Vergleich, Schiedsspruch, gerichtliche Entscheidung, Inanspruchnahme regionaler Einrichtungen oder Abmachungen oder andere friedliche Mittel eigener Wahl).
Kommt innerhalb von 12 Monaten keine Einigung zustande, entscheidet über die Vereinbarkeit eines Vertrags mit zwingenden Normen des allgemeinen Völkerrechts grundsätzlich der Internationale Gerichtshof in Den Haag (Art. 66 lit. a WVK), um eine einheitliche Rechtsprechung in diesen Fragen zu gewährleisten. Bei Streitigkeit über die Anwendung oder Auslegung eines sonstigen Artikels des Teiles V leitet der Generalsekretär der Vereinten Nationen ein im Anhang zur WVK bezeichnetes Vermittlungsverfahren ein (Art. 66 lit. b WVK), das jedoch nicht mit einer verbindlichen Entscheidung, sondern nur mit einer Empfehlung an die Streitparteien endet.

## Ergänzende Abkommen

### Verträge mit Internationalen Organisationen
Das Wiener Übereinkommen vom 23. Mai 1969 regelt nur das Recht völkerrechtlicher Verträge, die Staaten untereinander abschließen. Es wurde mit dem Wiener Übereinkommen über das Recht der Verträge zwischen Staaten und internationalen Organisationen oder zwischen internationalen Organisationen vom 21. März 1986 ergänzt um das Recht der völkerrechtlichen Verträge, an denen internationale Organisationen beteiligt sind. Das Übereinkommen von 1986 lehnt sich an das frühere inhaltlich sehr eng an und lässt es in seinem Bestand unberührt. Der Status von internationalen Organisationen soll auf dem Gebiet des Vertragsrechts dem von Staaten weitgehend angeglichen werden. Es ist noch nicht in Kraft getreten.

### Staatennachfolge in Verträge
Ebenfalls im Übereinkommen nicht behandelt werden Fragen, die sich aus der Staatennachfolge für das Völkervertragsrecht ergeben. Hierzu wurde am 23. August 1978 die Wiener Konvention über die Staatennachfolge in Verträge verabschiedet, die seit 1996 in Kraft ist.

## Fundstellen
- BGBl. 1985 II S. 926, 927 (Wiener Übereinkommen von 1969, dreisprachig)
- Vienna Convention on the Law of Treaties. Vienna, 23 May 1969, (englisch). UNTS Vol. 1155 S. 331.
- Vienna Convention on the Law of Treaties between States and International Organizations or between International Organizations. Vienna, 21 March 1986 (englisch).
- BGBl. 1990 II S. 1414, 1415 (Wiener Übereinkommen von 1986, dreisprachig)